# Lumparn

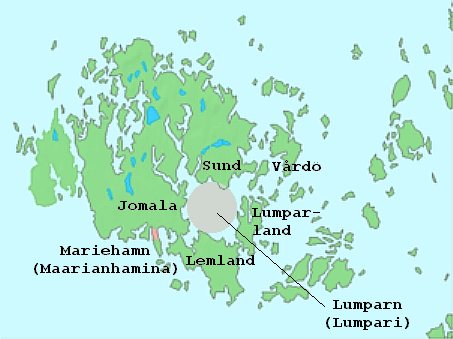
Carte de l'emplacement du cratère de Lumparn.

Le cratère de Lumparn est un cratère d'impact situé en Finlande dans l'archipel de Åland. Le diamètre du cratère est d'environ 9 km. Il n'est pas visible depuis la surface.

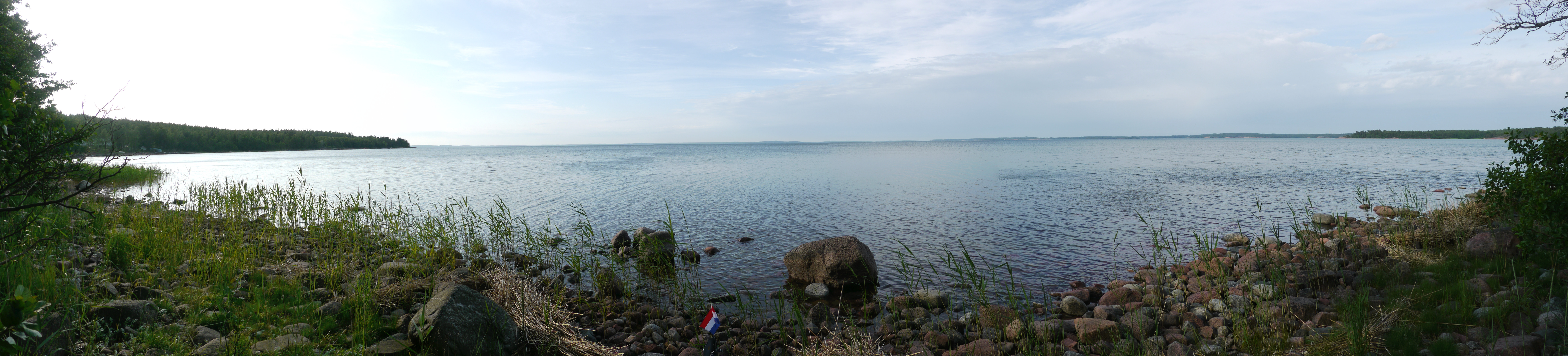
Panorama du site de Lumparn.